# Пыряяха (приток Итуяхи)
Пыряяха (устар. Пырын-Яха) — река в России, протекает по территории Пуровского района Ямало-Ненецкого автономного округа. Начинается в озере Пырялор, лежащем на границе Ханты-Мансийского и Ямало-Ненецкого автономных округов на высоте 118,2 метра над уровнем моря. Течёт в северо-восточном направлении через сосново-берёзовый лес. Около устья пересекается дорогой Сургут—Муравленко. Устье реки находится в 66 км по левому берегу реки Итуяха на высоте 92 метра над уровнем моря. Длина реки составляет 18 км.

## Гидроним
Название происходит из лесного ненецкого языка, на котором звучит как «Пыӆи дяха» и имеет значение «щучья река».

## Данные водного реестра
По данным государственного водного реестра России относится к Нижнеобскому бассейновому округу, водохозяйственный участок реки — Пур. Речной бассейн реки — Пур.
Код объекта в государственном водном реестре — 15040000112115300055196.